# Мона
Вижте пояснителната страница за други личности с името Мона.
Монислава Недева, по-известна като Мона, е българска актриса и певица.

## Биография
Родена е на 15 юни 1992 г. в Силистра. Завършва Първа частна английска гимназия „Уилям Шекспир“ в град София. Учи в Нов български университет, специалност „Кино и телевизионна режисура“.
През 2017 г. се омъжва за режисьора Радослав Гочев. На 19 януари 2019 г. се ражда синът им Никола.
На 23 януари 2023г. се ражда дъщеря им Леа.

## Музикална кариера
Музикалната ѝ кариера започва, когато е едва осемгодишна, започвайки с обучение по пеене и вокална техника през 2000 г. На дванадесетгодишна възраст става вокалистка на клубната група „Нафталин“, където заедно с тях през 2005 година подгряват публиката за Сезария Евора в София.
През 2008 г. Мона достига до полуфиналите на Music Idol 2 по bTV. През 2010 г. прави своя дебют с поп-рок хита „Звезда“, който представя в страната в рамките на едноименно клубно турне. Взима участие в конкурса на българската Евровизия 2011 с песента „Teen Life“, като достига 2-ро място по гласове на Академията и зрителите.
По това време е част от лейбъла на Мария Илиева „Стереостая“ заедно с Криста, B.O.Y.A.N. и KNAS. След двугодишна работа в продуцентската компания на Мария Илиева Мона напуска, за да направлява сама кариерата си.
През 2012 г. представя първата си песен като независим артист, озаглавена „FREE“, която е по нейна музика и текст. През 2013 г. записва песента „Може би“, както и парчето „Искам да си тук“, представено за първи път във втори сезон на сериала „Революция Z“. След което излиза и видеото към него.

## Филмова кариера
През 2012 – 2013 година участва в ролята на Мира Кадиев в сериала „Революция Z“. Героинята ѝ е 16-годишната дъщеря на бивша рок-звезда, продуцент, която иска да бъде известна на всяка цена. Ученичка в 197 СОУ и вокал на хип-хоп група.

## Награди
- 2000 г. – печели две I места в конкурса „Звездици“, гр. Шумен.
- 2002 г. и 2003 г. – номинирана с II място и специална награда на БНР в „Сарандев“, гр. Добрич.
- 2004 г. – I място в украински фестивал.
- 2006 г. – I място в Международен конкурс „Звезди над Дунав“, гр. Силистра.